# Суттигенды
Суттигенды (каз. Сүттигенді) — упразднённое село в Теректинском районе Западно-Казахстанской области Казахстана. Упразднено в 2020 г. Входило в состав Акжаикского сельского округа. Код КАТО — 276233500.

## Население
В 1999 году население села составляло 349 человек (168 мужчин и 181 женщина). По данным переписи 2009 года, в селе проживали 194 человека (87 мужчин и 107 женщин).